# Phylica thunbergiana
Phylica thunbergiana är en brakvedsväxtart som beskrevs av Ernst Meyer. Phylica thunbergiana ingår i släktet Phylica och familjen brakvedsväxter. Inga underarter finns listade i Catalogue of Life.